# Kąt statystyczny
Kąt statystyczny, zwany też kątem Bhattacharyyi, jest zdefiniowany przez równanie
{\displaystyle \Delta (p,q)=\arccos(BC(p,q))}
dla dwóch {\displaystyle N}-punktowych rozkładów prawdopodobieństwa. Jest on zadany przez odległość geodezyjną po ortancie sfery {\displaystyle S^{N-1}} uzyskanej poprzez rzutowanie simpleksu prawdopodobieństwa na sferę wykorzystując transformację {\displaystyle p_{i}\rightarrow {\sqrt {p_{i}}},\ i=1\ldots N.}
W definicji {\displaystyle BC(p,q)} oznacza współczynnik Bhattacharyyi zdefiniowany jako {\displaystyle BC(p,q)=\sum _{i=1}^{N}{\sqrt {p_{i}\cdot q_{i}}}.}
Kąt statystyczny jest kompatybilny z metryką Fishera. Jest on również powiązany z odległością Buresa oraz wiernością pomiędzy stanami kwantowymi jako, że dla dwóch stanów ortogonalnych mamy
{\displaystyle \Delta (\rho ,\sigma )=\mathrm {arcos} {\sqrt {F(\rho ,\sigma )}}.}